# 尊赫博托
尊赫博托（Zunheboto），是印度那加兰邦Zunheboto县的一个城镇。总人口22809（2001年）。

## 人口
该地2001年总人口22809人，其中男性12510人，女性10299人；0—6岁人口3085人，其中男1633人，女1452人；识字率79.62%，其中男性为81.48%，女性为77.37%。